# 森永甲府フーズ
森永甲府フーズ株式会社（もりながこうふフーズ）は、かつて山梨県甲府市に本社を置き、キャンディなどの製造を行っていた日本の企業。森永製菓の100％子会社。

## 概要
1982年にカネボウ食品（のちのクラシエフーズ）の子会社「甲府ベルフーズ」として設立。2007年、クラシエフーズが保有していた当社の全株式が森永製菓へ譲渡され、同時に商号を森永甲府フーズへ変更した。
2018年9月28日、当社親会社である森永製菓は国内における生産拠点の再編を発表。再編計画の中には、森永甲府フーズを2020年3月で閉鎖した上で「ハイチュウプレミアム」「ハイチュウミニ」の製造を、同社鶴見工場と同社子会社である高崎森永へ移管することなどが盛り込まれた。
森永甲府フーズは2020年3月に工場を閉鎖。同年4月1日付で森永製菓へ吸収合併された。当社が製造していた「ハイチュウプレミアム」「ハイチュウミニ」は、前述のとおり2020年4月に森永製菓鶴見工場と高崎森永へ製造が移管されている。

## 製造していた製品
いずれも森永製菓鶴見工場と高崎森永へ移管。
- ハイチュウプレミアム
- ハイチュウミニ